# Station Haren (Nederland)
Station Haren is het spoorwegstation in het Groningse Haren. Het ligt aan Staatslijn C tussen Groningen en Assen. Het huidige station, type sextant, dateert uit 1968.

## Geschiedenis
Op 1 mei 1870 werd Lijn C tussen Meppel en Groningen geopend. Deze lijn werd geëxploiteerd door de Staatsspoorwegen. In Haren werd bij de opening van de lijn een station gebouwd aan de Oude Middelhorst. Dit eerste station lag echter ongunstig ten opzichte van het dorp, ver van het centrum. Het werd in 1936 gesloten en dertig jaar later afgebroken.
In de jaren zestig van de twintigste eeuw groeide Haren sterk, ook in de omgeving van het spoor. De wijk Oosterhaar werd gebouwd aan de oostkant van de spoorlijn, waardoor een station weer rendabel zou kunnen worden. In 1968 werd het nieuwe station, dat circa 200 m noordelijker ligt dan het oude, in gebruik genomen. Een jaar eerder werd tussen de sporen ten oosten van het station (de meest oostelijke buigt af naar de lijn naar Leer) een atoombunker gebouwd voor de regionale districtsleiding van de NS. Deze is later omgezet naar een vleermuisbunker. Een tweede atoombunker voor de rayonleiding werd in 1973 gebouwd aan het Westerveen enkele kilometers zuidelijker.

## Vernieuwing stationsgebied
In februari 2014 is duidelijk geworden dat dankzij extra financiering van ProRail, Provincie Groningen en NS, niet alleen vanuit de onderdoorgang een opgang naar het oostelijke perron kan worden gerealiseerd. Een nieuwe, moderne tunnel bij het station gaat voor een veilige verbinding zorgen tussen het westelijk deel van Haren en de wijk Oosterhaar. Ook wordt het hele stationsgebied aangepakt: van de riolering tot aan de inrichting van station en stationsplein.
De start van de werkzaamheden aan de tunnel was op 1 mei 2018. Begin 2019 zijn de nieuwe trappen en liften in gebruik genomen. In mei 2019 zijn alle werkzaamheden afgerond. Op 22 november werd tijdens de officiële opening van de tunnel de naam onthuld: Bradetunnel, vernoemd naar Willem Christiaan Brade.

## Afbeeldingen

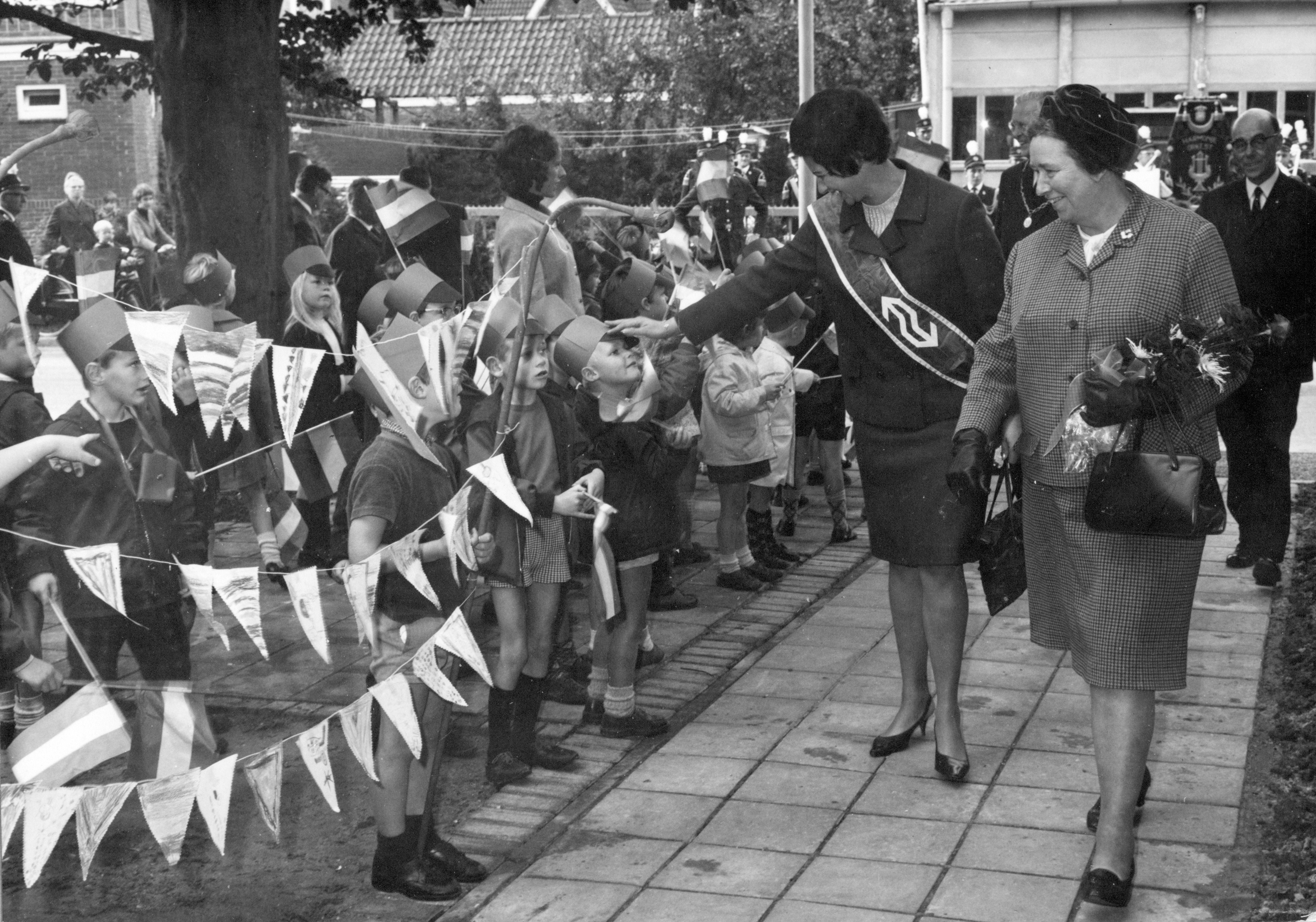
Opening van het station (1968)
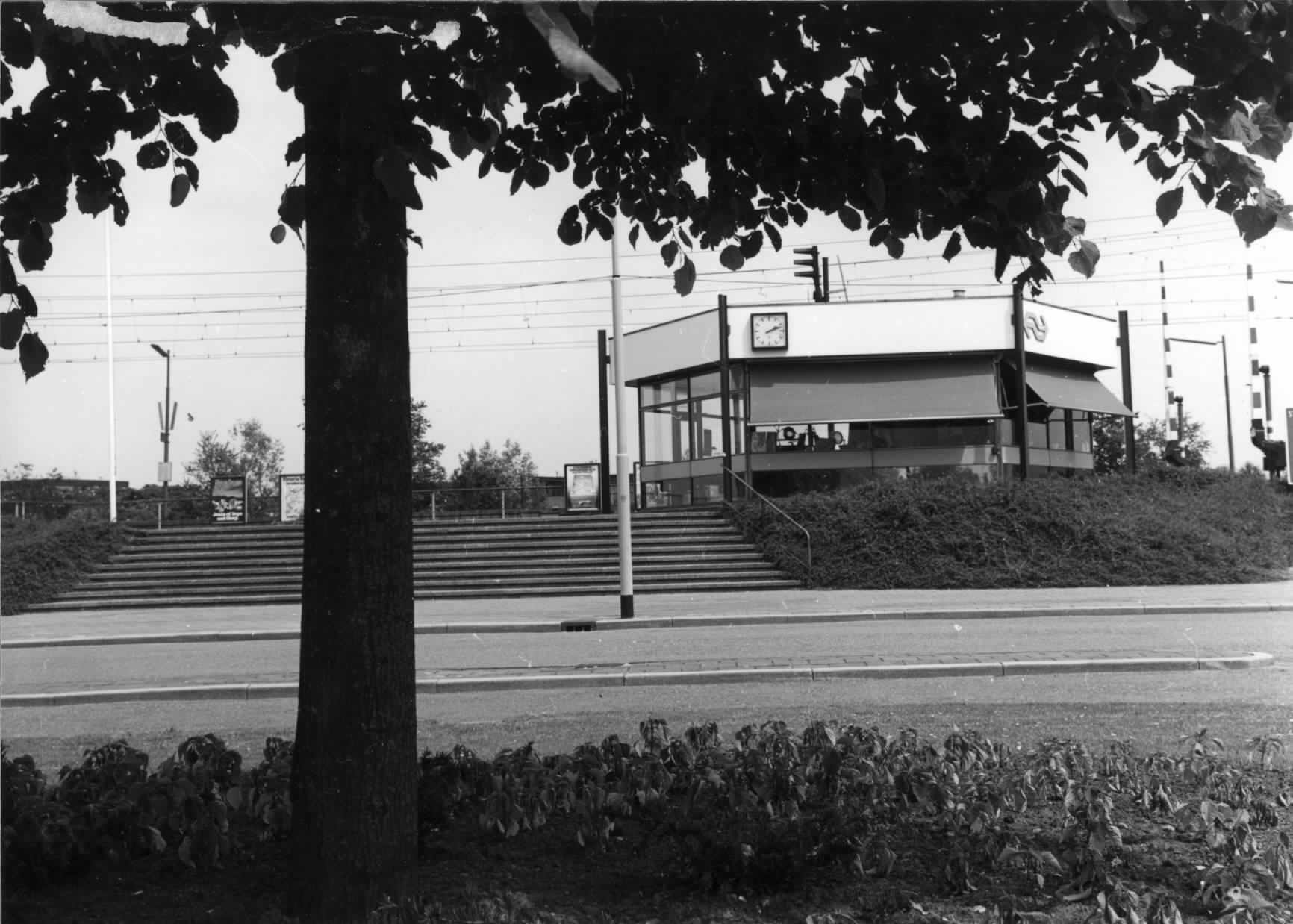
Het station in 1981
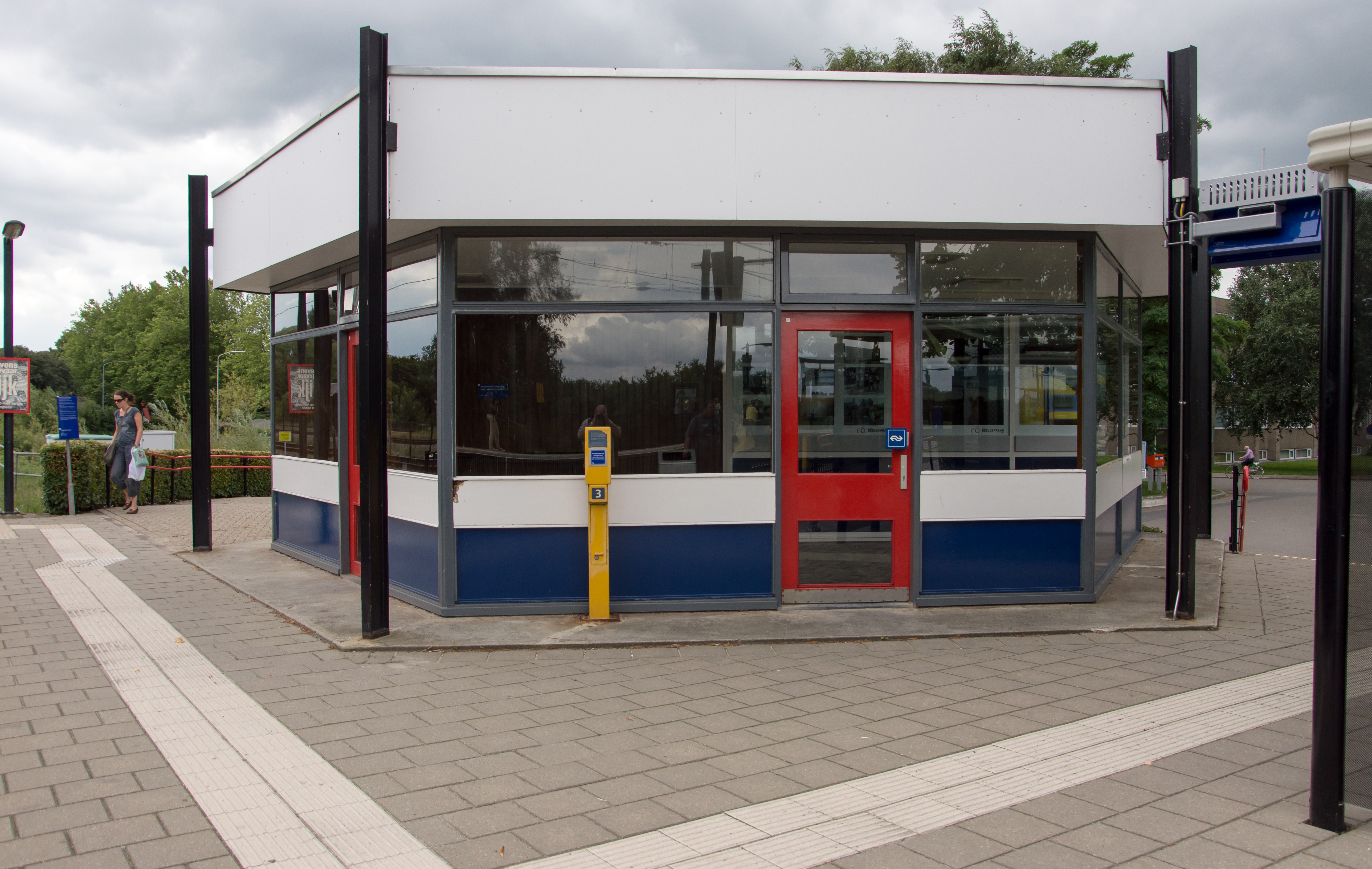
Het Sextant in 2013
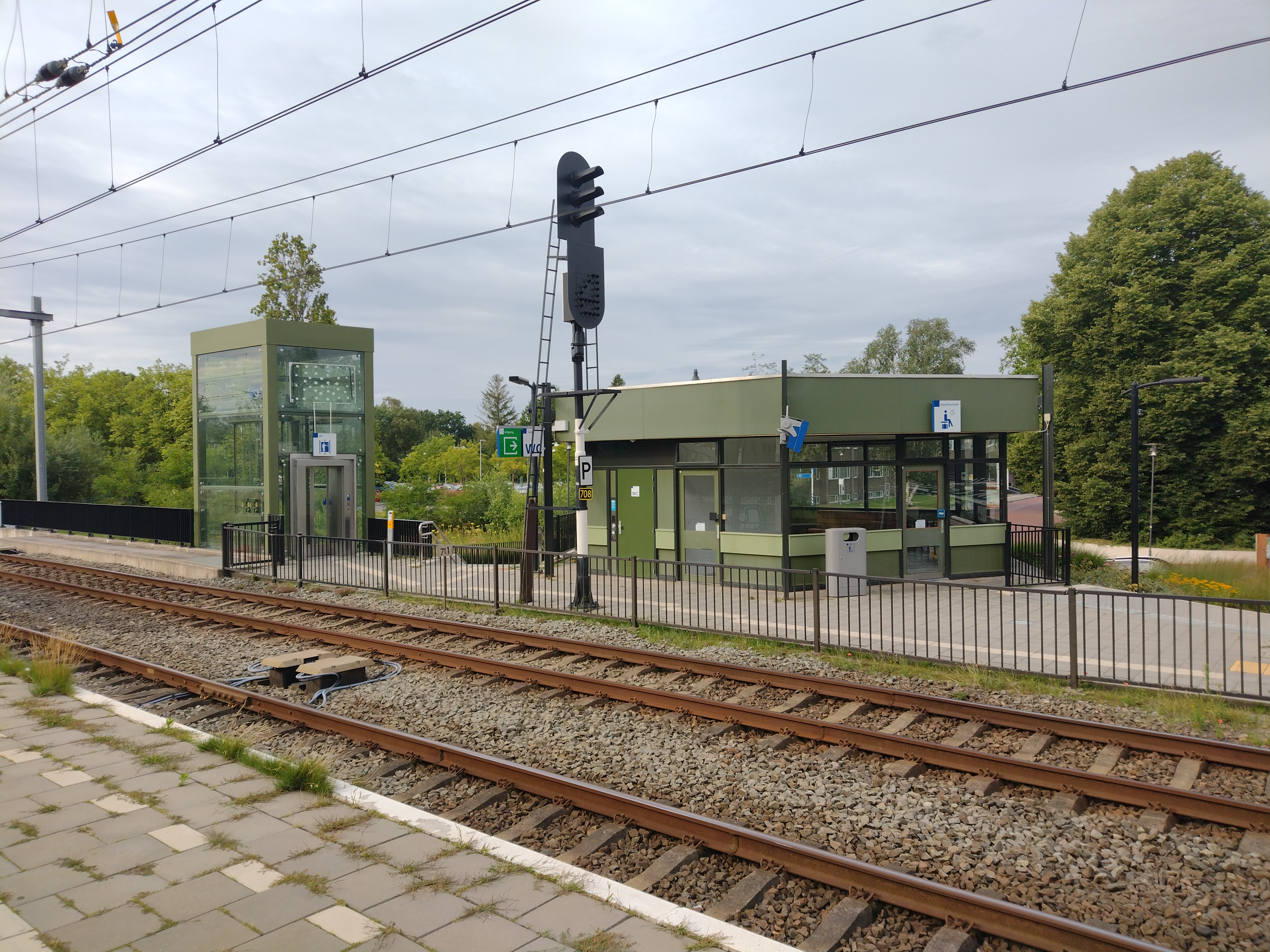
Het sextant, inmiddels vernieuwd, in 2024
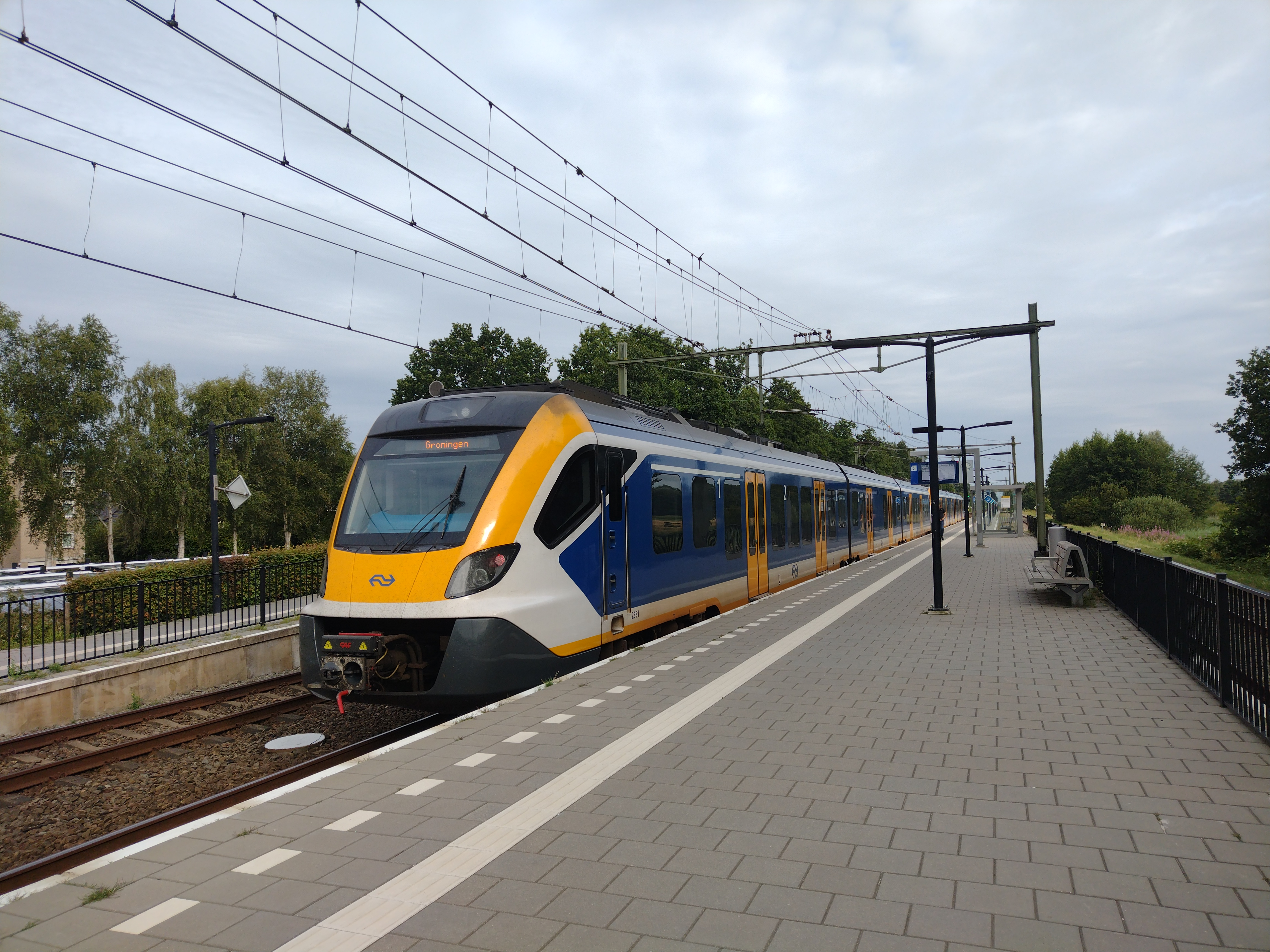
SNG op het station
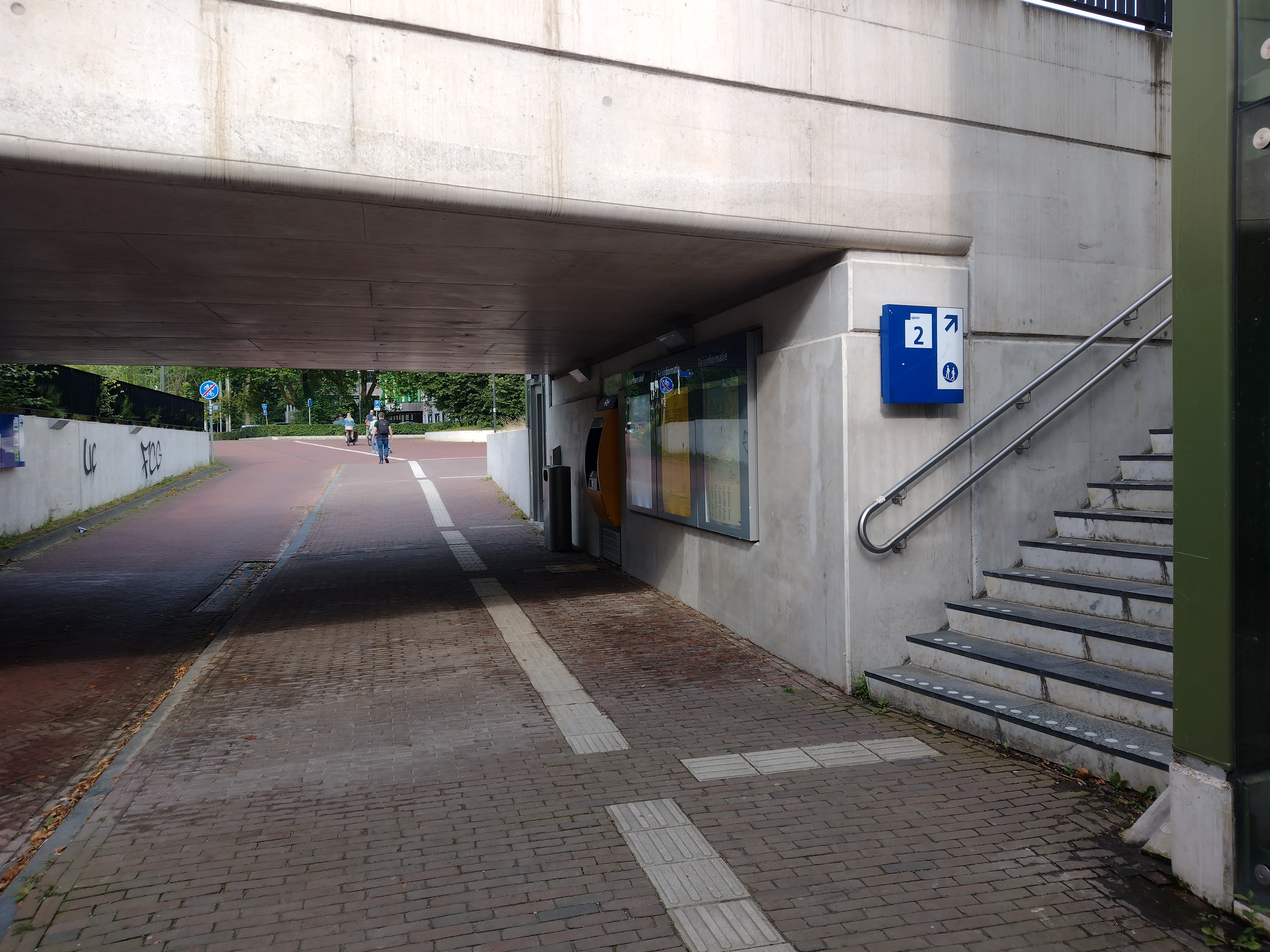
De vertrektijden onder het viaduct
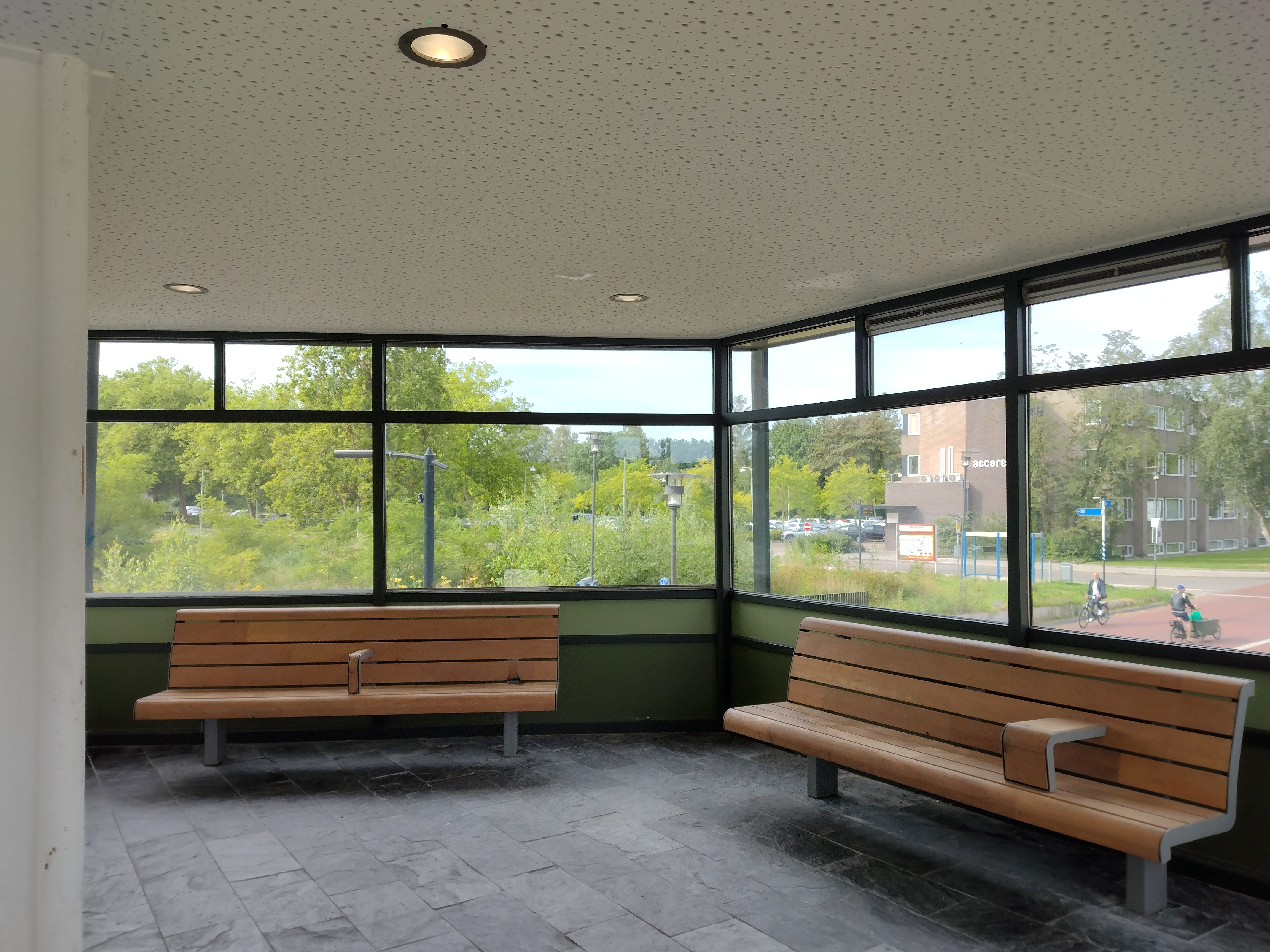
Wachtruimte in het sextant

## Treinverbindingen
| Serie | Treinsoort    | Route                                       | Bijzonderheden                                      |
| ----- | ------------- | ------------------------------------------- | --------------------------------------------------- |
| 6100  | Sprinter (NS) | Zwolle – Meppel – Assen – Haren – Groningen |                                                     |
| 6200  | Sprinter (NS) | Groningen – Haren – Assen                   | Rijdt alleen in de spits van maandag t/m donderdag. |

Na middernacht rijdt de laatste sprinter richting Zwolle niet verder dan Assen.

## Ontwikkeling aantal reizigers
Het aantal door NS vervoerde reizigers (per gemiddelde werkdag) ontwikkelde zich sedert 2019 als volgt:
| Jaar | Aantal reizigers |
| ---- | ---------------- |
| 2019 | 1.157            |
| 2020 | 539              |
| 2021 | 571              |
| 2022 | 839              |
| 2023 | 1.040            |
| 2024 | 1.104            |

0,0: Meppel ·
4,6: Ruinerwold ·
8,4: Koekange ·
14,5: Echten ·
19,8: Hoogeveen ·
29,4: Wijster ·
33,7: Beilen ·
37,8: Oranjekanaal ·
40,5: Hooghalen ·
49,3: Assen ·
56,3: Oudemolen ·
60,1: Vries-Zuidlaren ·
66,4: De Punt ·
71,2: Haren ·
74,2: Groningen Europapark ·
76,9: Groningen
Appingedam · 
Bad Nieuweschans ·
Baflo · 
Bedum · 
Delfzijl · 
-West · 
Eemshaven ·
Grijpskerk · 
Groningen · 
-Europapark ·
-Noord ·
Haren · 
Hoogezand-Sappemeer · 
Kropswolde · 
Loppersum · 
Martenshoek · 
Roodeschool · 
Sauwerd · 
Scheemda · 
Stedum · 
Uithuizen · 
Uithuizermeeden · 
Usquert · 
Veendam · 
Warffum · 
Winschoten · 
Winsum · 
Zuidbroek · 
Zuidhorn
Voormalige stations: zie de lijst van voormalige spoorwegstations in Groningen